# Jeune Création
Jeune création est une association d’artistes qui, depuis 1950, organise chaque année à Paris une exposition d'art dédiée en particulier aux jeunes artistes. Active depuis 1949, déclarée officiellement en février 1954 sous le nom de « Jeune Peinture », elle change de nom en 2000. Sa manifestation annuelle porte le nom de « Salon des jeunes peintres » de 1950 à 1952, pour prendre celui de « Salon de la Jeune Peinture » de 1953 à 2000, puis de « Jeune création » depuis cette dernière date.
En 2006, la galerie Jeune Création a ouvert au 24 rue Berthe, dans le 18e arrondissement de Paris. De 2009 à 2014, l'exposition Jeune Création s'est déroulée au Cent quatre. Jeune Création développe également une politique de partenariat à l’échelle nationale et internationale dans des projets « Hors les Murs » et des résidences des artistes lauréats, qui encouragent les réseaux et les échanges artistiques.

## Historique
L'expression « Jeune Peinture » est lancée par la galerie Drouant-David qui fonde le prix de la Jeune Peinture le 28 mars 1946.
Paul Rebeyrolle est à l'origine de ce Salon en 1949 avec Denys Chevalier, Pierre Descargues, ces deux derniers ayant déjà fondé le Salon de la jeune sculpture en novembre 1948, Philippe Cara Costea et Gaëtan de Rosnay. De 1950 à 1960, ils seront près d'un millier de jeunes peintres à y exposer. Raymond Cogniat sélectionne quelques peintres de la Jeune Peinture pour la Biennale de Venise : Paul Aïzpiri, Bernard Buffet, André Minaux, Rebeyrolle.
Au milieu des années 1950, les nouvelles tendances du retour à la figuration, prônées par le salon de la Jeune Peinture, bénéficient d'une plus grande présentation sur la scène artistique internationale. En juillet 1955, Jean-Albert Cartier organise une exposition sur la « Jeune Peinture » en Allemagne et, en mai 1957, la Biennale des Jeunes Peintres et Jeunes Sculpteurs au Musée des arts décoratifs. En 1956, la galerie Marlborough Fine Art (en) présente une sélection de 18 peintres de « La Jeune Peinture » à Londres. En 1959, Jean-Claude Bellier expose « La Jeune Peinture Française » au New York Coliseum de New York.
En janvier 1965, avec la présentation d'un "hommage au vert", où tous les membres du jury peignent une toile verte de 2 m x 2 m par dérision envers la peinture paysagiste traditionnelle, les membres de la Figuration narrative, Henri Cueco, Gilles Aillaud, Bernard Rancillac, Eduardo Arroyo, Antonio Recalcati, Gérard Tisserand, dont certains participaient au salon depuis plusieurs années avec un objectif militant de transformation sociale, deviennent prééminents et consacrent l'ouverture de cette manifestation aux nouvelles tendances.

Le 24 décembre 1966, quatre artistes, Daniel Buren, Olivier Mosset, Michel Parmentier et Niele Toroni, décident d'attirer l'attention sur eux en créant un groupe - BMPT - pour mettre en œuvre 3 manifestations pendant le XVIIIe Salon de la Jeune Peinture. En 1968, le salon présente une "Salle Rouge pour le Vietnam".
Lors des événements de Mai 68, les peintres du salon participent massivement à l'atelier populaire des Beaux-Arts produisant les Affiches murales et slogans de Mai 68.
Après le coup de grisou survenu le 4 février 1970 à Fouquières-lès-Lens, qui tue 16 mineurs alors que les ingénieurs n'avaient pas fait évacuer la galerie comme il se doit pendant la réparation d'un ventilateur, pendant deux ans, de 1970 à 1972, ces artistes vont faire parler des victimes et du grisou par une série de tableaux, publication, expositions et rencontres,,, comme avant eux André Fougeron avec sa série sur le "Pays des Mines" de 1950. Une veuve de mineur ayant montré à Merri Jolivet l'album des souvenirs de son mari qu'elle garde comme son bien le plus précieux, il décide de réunir des artistes, dont Aillaud avec en particulier l'œuvre "Réalité quotidienne des travailleurs de la mine", Arroyo, Biras, Chambas, Fanti et Mathelin,, qui consacrent vingt-cinq tableaux à ces photos et lancent une campagne d'affiches. Chacun des tableaux sera commenté par un court texte d'Alain Jouffroy et leur exposition est considérée comme un des événements les plus importants du Salon de la Jeune Peinture durant cette période.
En 2023, l'association connaît une crise, en raison de difficultés récurrentes de gestion. Il lui est reproché une organisation opaque, des intimidations et menaces envers plusieurs artistes, et la gestion contestée de Jérémy Chabaud.

## Salons

### Appel à candidatures
Tous les ans un appel à candidatures sur dossier, ouvert à tout jeune artiste plasticien, est lancé avant le printemps auprès des principales écoles d'art de France, telles que l'École nationale supérieure des beaux-arts à Paris et Lyon, la Villa Arson à Nice, etc., relayé par le Centre national des arts plastiques. La commission de sélection est composée d’artistes des éditions précédentes et d’une personnalité invitée et se renouvelle chaque année.

### Éditions du salon
- 1950 - Ier - Salon le 26 janvier 1950 à la Galerie des beaux-arts : Trois groupes se forment au sein de ce Salon parmi les peintres dit du Groupe de l'Échelle: 1er groupe: Jean Cortot, Michel Patrix, Jean-Marie Calmettes, Pierre Pallut. Deuxième groupe: Michel de Gallard, Michel Thompson, Paul Rebeyrolle et le troisième groupe: Gaëtan de Rosnay, Bernard Buffet, Paul Aïzpiri, Maurice Verdier, Roger Montané, Jean Jansem, François Heaulmé, Robert Savary, André Minaux. Y exposent également : Paul Collomb, Simone Dat, Daniel du Janerand, Pierre Garcia-Fons et l'américain Hugh Weiss.
- 1951 - IIe - Salon à la galerie des beaux-arts : André Minaux, Paul Collomb, Daniel du Janerand, André Vignoles
- 1952 - IIIe - Salon à la galerie La Boétie: dernier salon sous l'appellation des jeunes peintres, parmi les exposants: Francisco Riba Rovira, Henri Cueco, André Minaux,Youla Chapoval
- 1953 - IVe - Salon à la galerie des Amériques : Louis Fabien, René Aberlenc membre du comité (de 1953 à 1960)
- 1954 - Ve - Salon au Musée d'art moderne de la ville de Paris dit « MAMVP » : Michel Thompson, Nathalie Chabrier, Jolifie-Conin (de 1954 à1961), Marcel Neveu. Le Prix de la Jeune peinture est attribué à Raoul Pradier et Charles Folk.
- 1955 - VIe - Salon au MAMVP
- 1956 - VIIe - Salon au MAMVP : La galerie Marlborough Fine Art présente une sélection de 18 peintres de « La Jeune Peinture » à Londres. Simone Dat et Henri Cueco obtiennent le prix Marlborough au VIIe Salon de la Jeune Peinture.
- 1957 - VIIIe - Salon au MAMVP : Francisco Riba Rovira, Henri Cueco, Simone Dat. La Marlborough Fine Art renouvelle l'expérience de 1956. Jean Albert Cartier organise au Musée des arts déco à Paris la Biennale des Jeunes Peintres et Jeunes Sculpteurs. Exposants : Michel Jouenne (de 1957 à 1960)
- 1958 - IXe - Salon au MAMVP : Rancillac commence à exposer au salon
- 1959 - Xe - Salon au MAMVP : Aillaud commence à exposer au salon. Jean-Claude Bellier expose au Coliseum de New York « La Jeune Peinture Française ». En octobre la première Biennale de Paris est organisée au MAMVP par André Malraux.
- 1960 - XIe - Salon au MAMVP : Eduardo Arroyo et Claude-Jean Darmon commencent à exposer au salon
- 1961 - XIIe - Salon au MAMVP. En juin exposition "Anti-procès 3" à la Galleria Brera de Milan après celles organisées à Paris et Venise en 1960. En décembre la galerie Mathias Fels initie ses expositions consacrées à la "nouvelle figuration".
- 1962 - XIIIe - Salon au MAMVP : Cueco président du salon. Exposition "Nouvelle figuration II" à la galerie Mathias Fels.
- 1963 - XIVe - Salon au MAMVP. En mars et juin le Pop Art américain est exposé à la galerie Sonnabend et à l'American Center. En novembre la nouvelle figuration participe à la 3e biennale de Paris où Arroyo présente "Les quatre dictateurs éventrés"[14].
- 1964 - XVe - Salon au MAMVP : Recalcati commence à exposer au salon. En juillet le MAMVP accueille l'exposition "Mythologies quotidiennes", manifeste de la Figuration narrative. A l'assemblée générale de l'été 1964 le salon décide de s'orienter vers les expériences nouvelles.
- 1965 - XVIe - Salon au MAMVP : Aillaud président du salon organise "Hommage au vert". Avec également Cueco, Arroyo, Rancillac et Recalcati, les tenants de la Figuration narrative deviennent les principaux animateurs du salon.
- 1966 - XVIIe - Salon au MAMVP.
- 1967 - XVIIIe - Salon au MAMVP : suppression du jury. Quatre peintres attirent l'attention sur eux : Daniel Buren, Olivier Mosset, Michel Parmentier et Niele Toroni, qui forment le groupe BMPT[15].
- 1968 - XIXe - Salon au MAMVP : "Salle Rouge pour le Vietnam" - Aillaud, Arroyo, Pierre Buraglio, Louis Cane, Henri Cueco, Olivier O. Olivier, Gérard Schlosser, Jacques Vimard, Giangiacomo Spadari, Paolo Baratella...
- 1969 -XXe - Salon au MAMVP : "Police et Culture", Les Malassis, Arroyo, Aillaud, Gérard Fromanger, Ivan Messac, Giangiacomo Spadari, Roland Bierge.
- 1970 - XXIe - Salon au sous-sol du Pavillon Baltard n° 11
- 1971 - XXIIe - Salon dans la nef du Grand Palais
- 1972 - XXIIIe - Salon au MAMVP
- 1973 - XXIVe - Salon au MAMVP. Président Gérard Fromanger
- 1974 - XXVe - Salon au MAMVP. Président Bernard Morteyrol. Affiche : Ivan Messac
- 1975 - XXVIe - Salon au MAMVP. Président Ivan Messac. Affiche : Ivan Messac
- 1976 - XXVIIe - Salon au Musée du Luxembourg
- 1977 - XXVIIIe - Salon au Musée du Luxembourg: Mirabelle Dors (présidente)
- 1978 - XIXXe - Salon au Musée du Luxembourg
- 1979 - XXXe - Salon au Palais des Glaces : Suzanne Chapelle (présidente), Concha Benedito (vice-présidente)
- 1980 - XXXIe - Salon sur le Parvis Montparnasse
- 1981 - XXXIIe - Salon au Centre d'art du Louvre. Le collectif « Naître-Devenir », qui s'efforce de « définir des directions de lutte à partir du corps humain », rassemble notamment Jean Rustin, Jean Kiras, Édouard Trémeau, France Mitrofanoff, Mario Castro-Hansen et Concha Benedito[16]. Première participation de Philippe Charpentier[17].
- 1982 - XXXIIIe - Salon au Grand Palais[18]
- 1983 - XXXIVe - Salon au Grand Palais, Hommage au travail collectif. Les membres du groupe « L'Atelier » de Nice (Frédéric Fenollabbate, Claude Goiran, Patrick Lanneau) marquent le salon de leur participation « jeune et humaniste »[16].
- 1984 - XXXVe - Salon au Grand Palais
- 1985 - XXXVIe - Salon au Grand Palais : Françoise Decorse (présidente), Michaëlle André Schatt (fait partie des exposants de 85 à 88)
- 1986 - XXXVIIe - Salon au Grand Palais : Françoise Decorse (présidente)
- 1987 - XXXVIIIe- Salon au Grand Palais : Françoise Decorse (présidente)
- 1988 - XXXIXe - Salon au Grand Palais : Françoise Decorse (présidente)
- 1989 - XLe - Salon au Grand Palais : Françoise Decorse (présidente)[19]
- 1990 - XLIe - Salon au Grand Palais
- 1991 - XLIIe - Salon au Grand Palais
- 1992 - XLIIIe - Salon au Grand Palais
- 1993 - XLIVe - Salon au Grand Palais
- 1994 - XLVe - Salon à l'Espace Eiffel Branly
- 1995 - XLVIe - Salon à l'Espace Eiffel Branly
- 1996 - XLVIIe - Salon à l'Espace Eiffel Branly
- 1997 - XLVIIIe - Salon à l'Espace Eiffel Branly
- 1998 - XLIXe - Salon à l'Espace Eiffel Branly
- 1999 - Le - Salon à l'Espace Eiffel Branly
- 2000 - LIe - Salon Jeune Création à l'Espace Eiffel Branly, jusqu'en 2008. En mars 2006, Jeune Création ouvre un espace d’exposition, la galerie Jeune Création, au 24 rue Berthe dans le 18e arrondissement de Paris, avec une programmation de 10 expositions par an
- 2009 - LXe - Cent Quatre, du 4 au 8 novembre[20]
- 2010 - LXIe - Cent Quatre, du 3 au 7 novembre[21]
- 2011 - LXIIe - Cent Quatre, du 6 au 13 novembre[22]
- 2012 - LXIIIe - Cent Quatre, du 4 au 11 novembre[23]
- 2013 - LXIVe - Cent Quatre, du 9 au 17 novembre[24]
- 2014 - LXVe - Cent Quatre, du 30 octobre au 2 novembre[25]
- 2015-2016 - LXVIe - Galerie Thaddaeus Ropac, Pantin, exposant 60 artistes sélectionnés parmi 2000 dossiers de candidatures du 17 au 24 janvier 2016[26],[27]
- 2017 - LXVIIe - Galerie Thaddaeus Ropac, Pantin, du 8 au 21 juillet[28]
- 2018 - LXVIIIe - Beaux-Arts de Paris, en hommage à « l’Atelier Populaire » de mai 1968, exposant 38 artistes de 14 nationalités du 13 au 20 mai[29]
- 2019 - LXIXe - Espace de la Chaufferie de la Fondation Fiminco[30] et galerie Jeune Création, installée là le 20 octobre 2019, à Romainville, exposant 55 artistes du 26 janvier au 2 février 2020 (au lieu du 7-18 décembre 2019 à cause des grèves sur la réforme des retraites)[31],[32],[33]. L'inauguration du 25 janvier est chahutée par une manifestation qui voit plusieurs artistes retirer leurs œuvres[34]
- 2020 - LXXe - Galerie Thaddaeus Ropac à Pantin, galerie Jeune Création à Romainville, Espace Oscar Niemeyer à Paris et Cabane Georgina à Marseille, exposant 206 artistes du 12 au 26 septembre[35]
- 2021 - LXXIe - Espace de la Chaufferie de la Fondation Fiminco et galerie Jeune Création à Romainville, exposant 46 artistes du 29 mai au 13 juin, puis à la Cabane Georgina à Marseille et à l'Espace Oscar Niemeyer à Paris[36]
- 2022 - LXXIIe - Espace de la Chaufferie de la Fondation Fiminco et galerie Jeune Création à Romainville et Cabane Georgina à Marseille, exposant 48 artistes de 16 nationalités parmi 1210 candidatures du 30 avril au 15 mai[37]
- 2023 - LXXIIIe - Espace Oscar Niemeyer à Paris exposant 25 artistes sélectionnés parmi 1500 candidatures du 7 au 17 septembre[38]

## Galerie Jeune Création
En mars 2006, l'association a ouvert un espace d’exposition, la galerie Jeune Création, au 24 rue Berthe dans le 18e arrondissement de Paris, qui organise une dizaine d'expositions par an.
En septembre 2015, l'association a rejoint la friche association de l’Hôpital Saint-Vincent-de-Paul au 82 avenue Denfert-Rochereau dans le 14e arrondissement de Paris,.
Le 20 octobre 2020, la galerie Jeune Création s'installe sur le site de la Fondation Fiminco au 43 rue de la commune de Paris à Romainville.

## Prix, récompenses
Cette section ne s'appuie pas, ou pas assez, sur des sources secondaires ou tertiaires indépendantes du sujet. Le texte peut contenir des analyses inexactes ou inédites de sources primaires.
Pour l'améliorer, ajoutez-en, ou placez des modèles {{Source secondaire souhaitée}} ou {{Source secondaire nécessaire}} sur les passages mal sourcés. (octobre 2023)
Deux prix officiels sont décernés par le jury, rétabli dans les années 80 après avoir été supprimé en 1967 et composé de professionnels (représentants d'institutions, curateurs, artistes, galeristes, collectionneurs, journalistes, etc.). Ils ont succédé après 1999 au Prix de la Jeune Peinture qui avait été rétabli par le salon en 1989.
- le Prix Jeune Création-SYMEV en association avec le Syndicat national des maisons de vente volontaire/SYMEV doté de 3 000 euros ;
- le prix Boesner (de), premier distributeur européen de matériels professionnels pour artistes, doté de 1 500 euros[43].

### Prix Drouant-David de la Jeune Peinture
Prix créé par la galerie Drouant-David le 28 mars 1946
- 1946 - Pierre Pallut
- 1947 - Youla Chapoval
- 1948 - Daniel Dalmbert
- 1949 - Michel Patrix
- 1950 - Paul Rebeyrolle : Portrait de Simone Dat, femme de l'artiste. (Bernard Dorival, membre du jury donne sa démission)
- 1951 - Richard Bellias : Nu dans un atelier
- 1952 - Maurice Rocher : Maternité
- 1953 - Raymond Guerrier : Paysage au masque
- 1954 - Jean Pollet : Nature morte aux poissons et crabes[44]
- 1955 - Pierre-Henry par la galerie Drouant-David (second prix attribué à Lucien Demouge)
- 1956 - René Aberlenc, Jacques Winsberg
- 1957 - Elisabeth Dujarric
- 1958 - Franz Priking
- 1962? - Germain Bonel

Prix Jeune Peinture recréé par le Salon :
- 1989 - Carole Benzaken
- 1991 - Elisabeth Pommereul
- 1995 - Dominique De Beir

### Prix Jeune Création-SYMEV
- 2009 -
- 2010 - Christophe Herreros
- 2011 - Claudia Imbert
- 2012 - Hayoun Kwon
- 2013 - Sergio Verastegui
- 2014 - Oriane Amghar
- 2015-2016 - Yann Vanderme

### Prix Jeune Commissariat
- 2017 - Jeanne Barral
- 2018 - Pauline Coste et Coralie Gelin

### Prix Boesner
- 2009 -
- 2010 - Julie Chaumette
- 2011 - Christophe Sarlin
- 2012 - Jean-Baptiste Caron
- 2013 - Elizaveta Konovalova
- 2014 - Pieter van der Schaaf
- 2015-2016 - Ludivine Sibelle

### Prix indépendants
Des prix indépendants, dont le nombre s'est accru depuis 2013 pour désormais atteindre plus d'une vingtaine chaque année, permettent également aux artistes lauréats de bénéficier d'une exposition personnelle ou de groupe, éventuellement assortie d'une édition, ou d'une résidence en France. ou à l'étranger (Japon, Allemagne, Belgique, Brésil).
- 1954 - Maurice Boitel
- Prix Fernand Léger
  - 1954 - Simone Dat
- Prix Benveniste
  - 1954 - Michel Thompson
- Prix Marlborough
  - 1956 - Simone Dat et Henri Cueco
- Prix du Musée Guétary
  - 1993
- Prix Espace Culturel Paul Ricard
  - 1994
  - 1995
  - 1996
- Prix Suisse Imprimerie
  - 1995
  - 1996

## Présidents
- 1950 - Pierre Descargues ; vice-président, cofondateur : Gaëtan de Rosnay
- 1956 - vice-président : Pierre Garcia-Fons de 1956 à 1967
- 1957 - Jean Jansem
- 196? - Louis Fabien
- 1963 - président : Henri Cueco
- 1964 - président : Louis Fabien ; vice-président : Albert Zavaro & René Artozoul
- 1965 - administrateur : Michel Troche ; président : Louis Fabien ; vice-président : René Artozoul & Gérard Tisserand
- 1966-67 - administrateur : Michel troche ; président : Gilles Aillaud ; secrétaire : Eduardo Arroyo ; vice-présidents : Gérard Tisserant et Lucien Fleury
- 1968 - président : Gérard Tisserand ; vice-présidents : Lucien Fleury et Pierre Buraglio ; Secrétaire général : Bernard Alleaume ; trésoriers : Michel Parré et Gilles Aillaud
- 1969 - président : Gérard Tisserand ; vice-président : Lucien Fleury et Pierre Buraglio
- 1970 - comité : Bernard Alleaume, Henri Cueco, Lucien Fleury, Gérard Fromanger, Jean-Claude Latil, Merri Jolivet, Michel Parré, Guy de Rougemont, Gérard Tisserand, Christian Zeimert, Michel Troche
- 1971 - président : Jean-Claude Latil ; vice-président : Gérard Fromanger et Lucio Fanti
- 1972 - président : Gérard Fromanger
- 1973-1974 - Bernard Morteyrol
- 1975 - Ivan Messac
- 1976 - président : Daniel Riberzani
- 1977 - président : Mirabelle Dors ; secrétaire : Claude Lazar
- 1978 - président : Maurice Rapin ; secrétaire : Serge Pons
- 1979 - président : Egidio Alvaro ; secrétaire  : Serge Pons
- 1980 - présidente : Concha Benedito ; vice président : Daniel Marque ; Secrétaire : Jean-Jacques Bailly
- 1981 - présidente : Concha Benedito ; vice-président : Jacques Chinn ; secrétaire : Jean-Jacques Bailly
- 1982 - présidente : Concha Benedito ; vice présidents : Jacques Chinn & Dominique Canioni ; secrétaire : Jean-Jacques Bailly
- 1983 - présidente : Concha Benedito ; vice-présidents : Jean-Marie Aude & Edouard Trémeau ; secrétaire : Jean-Jacques Bailly
- 1984 - président : Gérard Matharan ; vice-présidente : Françoise Decorse ; secrétaire : Christian David
- 1985 - présidente : Françoise Decorse ; vice-présidente : Françoise Gasser
- 1986 - présidente : Françoise Decorse ; vice-présidente : Mariette Teisserenc
- 1987 - présidente : Françoise Decorse ; vice-président : Pierre Crouzet
- 1988 - présidente : Françoise Decorse ; vice-président : Pierre Crouzet ; secrétaire générale : Katerine Louineau
- 1989 - présidente : Françoise Decorse ; vice-président : Pierre Crouzet ; secrétaire générale : Katerine Louineau
- 1990 - présidente : Katerine Louineau ; vice président : Anthony Freestone ; Secrétaire général : Alain Harvet
- 1991 - présidente : Katerine Louineau ; vice-présidente : Danielle Loisel
- 1992 - présidente : Katerine Louineau ; vice-président/e : Danielle Loisel & Daniel Soulhol
- 2012-2017 - Jeremy Chabaud
- 2018 - Bertrand Derel
- 2022 - Jeremy Chabaud
- 2023 - Donka Mishineva[10]